# Mötte
Die Mötte war ein Volumenmaß nur in Marburg. Hier hatte diese Maß die Werte:
- 1 Mötte = 5232 Pariser Kubikzoll = 103,784 Liter[1]

Vom Malter ausgehend war die Maßkette für dieses sogenannte Fruchtmaß
- 1 Malter = 4 Mötten = 16 Mesten/Metze = 64 Sester = 256 Mäßchen
- Meste war auch ein Maß in Frankfurt am Main und war beispielsweise 8 Gescheid groß.